# Lewis Allen
Lewis Allen est un réalisateur britannique, né le 25 décembre 1905 à Oakengates (en), Telford, (Shropshire) et mort le 3 mai 2000 à Santa Monica (Californie).

## Filmographie
- 1943 : Freedom Comes High (en)
- 1944 : La Falaise mystérieuse (The Uninvited)
- 1944 : Our Hearts Were Young and Gay
- 1945 : L'Invisible Meurtrier (The Unseen)
- 1945 : Le Charme de l'amour (Those Endearing Young Charms)
- 1947 : The Perfect Marriage
- 1947 : Suprême aveu (en) (The Imperfect Lady)
- 1947 : La Furie du désert (Desert Fury)
- 1948 : Une âme perdue (en) (So Evil My Love)
- 1948 : Verdict secret (Sealed Verdict)
- 1949 : Enquête à Chicago (Chicago Deadline)
- 1951 : Rudolph Valentino, le grand séducteur (Valentino)
- 1951 : Échec au hold-up (Appointment with Danger)
- 1952 : Les Fils des mousquetaires (At Sword's Point)
- 1954 : Je dois tuer (Suddenly)
- 1955 : Un pruneau pour Joe (en) (A Bullet for Joey)
- 1955 : Le Témoin à abattre (Illegal)
- 1958 : Je pleure mon amour (Another Time, Another Place)
- 1959 : La Lorelei brune ou La Fugitive du Rhin (Whirlpool)
- 1960 : Bonanza : Les Hors-la-loi (The Outcast) ; Le Chinois (The Fear Merchants) ; La Justice du désert (Desert Justice)
- 1963 : Decision at Midnight